# جین اندرسن
جین اندرسن (انگلیسی: Jane Anderson؛ زادهٔ ۱۹۵۴) اهل ایالات متحده آمریکا است. او ابتدا هنرپیشه بود اما به‌تدریج به یک نمایش‌نامه‌نویس، فیلم‌نامه‌نویس و کارگردانی تبدیل شد که جوایزی را از آن خود کرده‌است. اندرسن فیلمنامهٔ فیلم ممکن است برای تو هم اتفاق بیفتد (۱۹۹۴) را برای نیکلاس کیج نوشت و برای نوشتن فیلمنامهٔ مجموعه تلویزیونی آلیو کیتریج برنده جایزه امی شد. او از سال ۱۹۸۲ میلادی تا کنون مشغول فعالیت بوده‌است.

## گزیده از فیلمشناسی
از فیلم‌ها یا برنامه‌های تلویزیونی که وی در آن نقش داشته‌است می‌توان به آثار زیر اشاره کرد.
- ممکن است برای تو هم اتفاق بیفتد (فیلم) (۱۹۹۴)
- چطور یک لحاف آمریکایی را می‌سازند (۱۹۹۵)
- اگر این دیوارها می‌توانستند صحبت کنند ۲ (۲۰۰۰)
- مد من (۲۰۰۸)
- آلیو کیتریج (۲۰۱۴)
- همسر (فیلم ۲۰۱۸) (۲۰۱۷)